# جون دوفي
جون دوفي (بالفرنسية: John Dovi)‏ (مواليد 2 يناير 1973) هو ملاكم فرنسي، مثّل بلاده في الألعاب الأولمبية الصيفية 2000.

## روابط خارجية
جون دوفي على موقع اللجنة الأولمبية الدولية (الإنجليزية)
- جون دوفي على موقع أوليمبيديا (الإنجليزية)